# Петршковицкая Венера
Петршковицкая Венера (чеш. Petřkovická venuše, также чеш. Landecká venuše — Ландецкая Венера) — статуэтка в виде женского торса, изготовленная в позднем палеолите на территории современной Чехии. Выполнена из чёрного гематита, относится к граветтской культуре. В отличие от других «венер палеолита», данная статуэтка изображает худую женщину с небольшой грудью.
Приблизительная дата создания — 23 000 лет до н. э. Высота статуэтки — 46 мм.
Найдена в 1953 году при археологических раскопках на холме Ландек, в окрестностях города Острава (район Петршковице). На этом месте находилась стоянка древних людей, промышлявших охотой на мамонтов. Помимо статуэтки были обнаружены другие каменные артефакты и фрагменты скелетов.
В настоящий момент статуэтка находится в археологическом музее города Брно. В 2013 году выставлялась в Британском Музее в Лондоне.